# Водо ди Кадоре
Водо ди Кадоре (итал. Vodo di Cadore) је насеље у Италији у округу Белуно, региону Венето.
Према процени из 2011. у насељу је живело 144 становника. Насеље се налази на надморској висини од 1026 м.

## Становништво
| 1936. | 1951. | 1961. | 1971. | 1981. | 1991. | 2001. | 2011. |
| ----- | ----- | ----- | ----- | ----- | ----- | ----- | ----- |
| 966   | 1.184 | 1.054 | 1.016 | 963   | 944   | 936   | 891   |